# Hemmoor
Hemmoor – miasto w Niemczech, w kraju związkowym Dolna Saksonia, w powiecie Cuxhaven, siedziba gminy zbiorowej Hemmoor. Hemmoor leży w pobliżu rzeki Oste, oraz 40 km na północny wschód od miasta Bremerhaven.

## Współpraca
Miejscowości partnerskie:
- Couhé, Francja
- Rüdersdorf bei Berlin, Brandenburgia
- Swaffham, Wielka Brytania